# Forfait social
Le Forfait social est une contribution patronale basée sur des rémunérations directes ou indirectes non soumises aux cotisations sociales mais qui sont imposées à la CSG. Il s'applique lorsque les bénéficiaires de ces rémunérations sont des résidents français assujettis à un régime obligatoire d'assurance-maladie. Créé en 2008 par l’article 13 de la loi n° 2008-1330 du 17 décembre 2008 de financement de la sécurité sociale, il s'applique pour la première fois en 2009. Il est régi par les articles L137-15 à L. 137-17 du Code de la Sécurité sociale et ses décrets d'application.

## Historique et champ d'application
Initialement établi à un taux de 2 % sous le gouvernement Fillon en vue de réduire le déficit de la Sécurité sociale, il n'a cessé d'augmenter par la suite, avec un taux de 4 % pour l'année 2010, 6 % pour l'année 2011, 8 % du 1er janvier au 30 juillet 2012, et 20 % depuis, à la suite d'une recommandation de la Cour des Comptes. Son assiette s'est elle aussi progressivement élargie.
Les rémunérations directes ou indirectes concernées sont, en septembre 2012, les suivantes :
- sommes versées par l’entreprise au titre de l’intéressement, du supplément d’intéressement, de l’intéressement de projet et de la prime exceptionnelle d'au plus 1 500 euros, versée au plus tard le 30 septembre 2009 par les entreprises qui ont conclu un accord d'intéressement ou un avenant à un accord en cours jusqu'au 30 juin 2009 ;
- sommes versées par l’entreprise au titre de la participation et du supplément de réserve spéciale de participation ;
- abondements de l’employeur aux plans d’épargne d’entreprise (PEE), aux plans d’épargne interentreprises (PEI) ou aux plans d’épargne pour la retraite collectifs (PERCO) ;
- contributions des employeurs destinées au financement des prestations de retraite supplémentaire, à l'exception des régimes de retraite à « cotisations définies » ;
- prise en charge par l'employeur de la cotisation salariale au régime de retraite complémentaire ;
- jetons de présence et sommes perçues à compter du 1er janvier 2010 par les administrateurs et membres des conseils de surveillance de SA et de SELAFA ;
- prime dite de partage de profit issue de la loi n° 2011-894 du 28 juillet 2011 de financement rectificative de la sécurité sociale pour 2011 ;
- contributions des employeurs destinées à financer des prestations de prévoyance complémentaire[2].

S'y ajoutent en 2013 les indemnités de rupture conventionnelle de travail. L'objectif affiché dans ce cas est de réguler le recours des employeurs aux ruptures conventionnelles en rapprochant leur régime social de celui des salaires.

## Critiques
Lors de l'augmentation brutale de 2012 (passage de 8 % à 20 %), ce forfait social a été critiqué notamment sous deux aspects :
- il constitue un risque de déstabilisation des politiques de rémunération des entreprises,
- en ce qui concerne la participation et l'intéressement, il a été qualifié de « législation sociale totalement instable » aux effets néfastes, car minant « la confiance des dirigeants d’entreprises et de leurs salariés dans les engagements de l’État ».

## Sources
1. 1 2  Didier Houth, « Hausse du forfait social: "Un séisme salarial au mauvais moment" », sur L'EXPRESS.fr, 17 septembre 2012 (consulté le 18 février 2013)
2. 1 2  « Le forfait social » URSSAF, 20 septembre 2012
3. ↑  Patricia Erb, « L'indemnité de rupture conventionnelle soumise au forfait social de 20 % », sur L'Express-Votre argent, 7 janvier 2013 (consulté le 18 février 2013)
4. ↑  Institut de la protection sociale, « Communiqué de presse », 5 juillet 2012 (consulté le 18 février 2013)